# 南阿蘇村

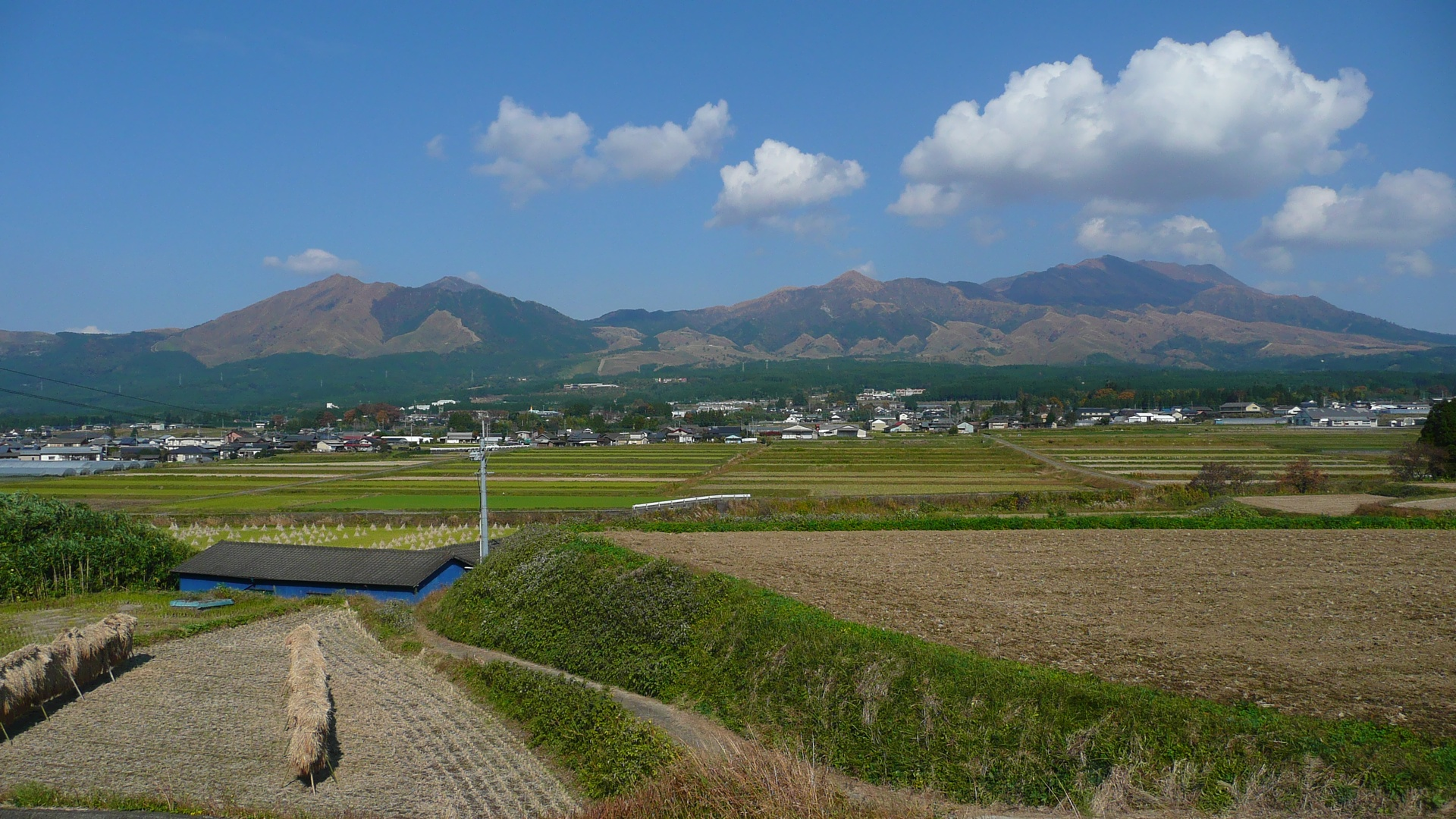
南阿蘇村久石、主要地方道熊本高森線から見た阿蘇山

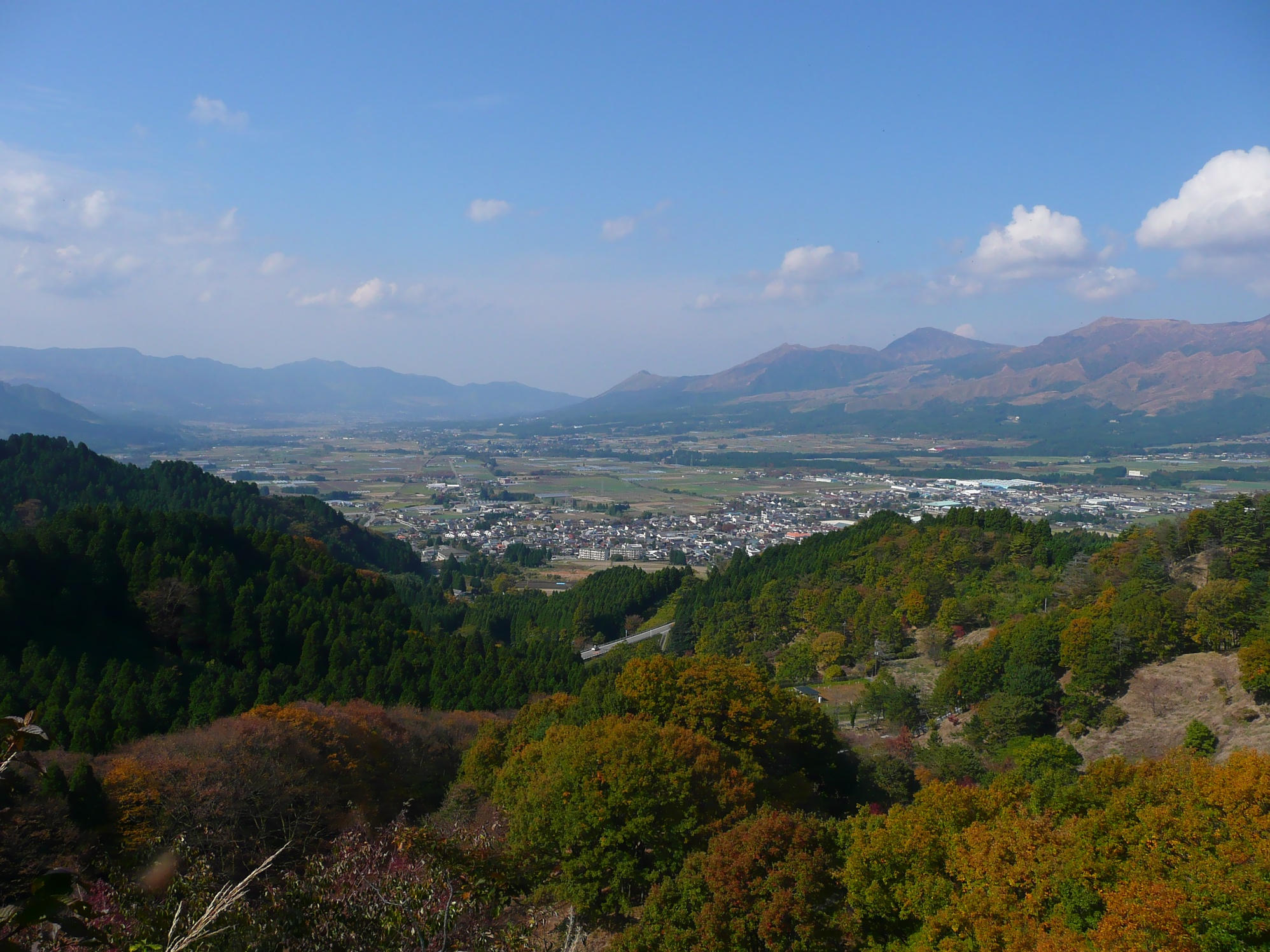
高森峠（高森町）から見た南郷谷

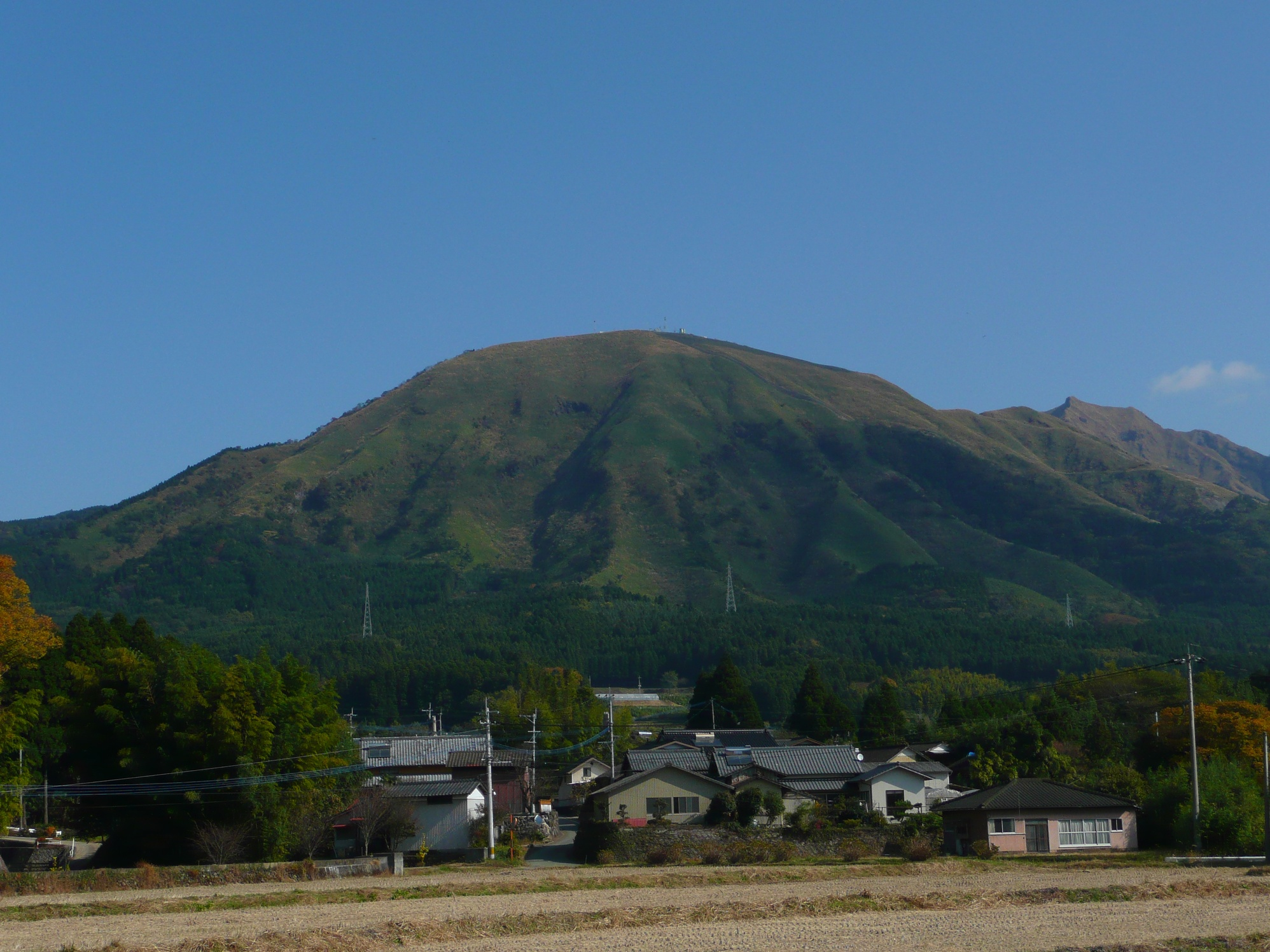
テレビ・FMラジオ局の南阿蘇中継局が置かれている夜峰山

南阿蘇村（みなみあそむら）は、熊本県の北東部、阿蘇山・阿蘇カルデラの南部の南阿蘇地域（南郷谷）に位置する村。村としては、沖縄県を除いた西日本で最多の人口を有する。村内には白川水源や竹崎水源などの南阿蘇村湧水群があり、名水の里として知られる。

## 地理
南阿蘇村は阿蘇カルデラの南部の「南郷谷」と呼ばれる地に位置する。中央を東から西へと流れる白川の両側には住宅地、商業地、耕地の大部分が広がり、展望性のある田園風景となっている。標高600 m以上はその大部分を山林、原野で占めており、北は阿蘇山上、草千里、火口原を結ぶ線上で区切られている。西の立野火口瀬近くが阿蘇外輪山の切れ目でカルデラの入口となっており、ここで白川が阿蘇谷を北から流れてくる黒川と合流し、熊本平野へと下っていく。南は南外輪山分水嶺の北の傾斜地で西部俵山一帯の高原地域までおよび、低地は東の水源地域から西へと約300 mの標高差がある。
2008年、南阿蘇村の湧水10カ所が、南阿蘇村湧水群として「平成の名水百選」に選定されている。南阿蘇村湧水群には、竹崎水源、吉田城御献上汲場（ごけんじょうくみば）、明神池名水公園、白川水源、妙見神社の池（妙見ケ池）、小池水源、川地後水源、池の川水源、湧沢津水源、寺坂水源、塩井社水源が含まれる。別に「くまもと名水百選」というのもあり、塩井社水源などは、その選に漏れている。
- 山：阿蘇山
- 河川：白川

### 隣接する市町村
- 阿蘇市
- 阿蘇郡高森町、西原村
- 上益城郡山都町
- 菊池郡大津町

### 地名
- 一関
- 河陰
- 河陽
- 下野
- 白川
- 立野
- 中松
- 長野
- 久石
- 吉田
- 両併

## 歴史

### 合併・発足の経緯
2002年10月10日に上述の長陽村・白水村・久木野村3村で任意協議会の「南阿蘇3村合併推進協議会」を設立し、2003年4月1日に法定協議会の「南阿蘇3村合併協議会」を設立した。2004年6月11日に3村の合併協定を調印。同年7月2日に合併申請書を熊本県知事に提出し、2005年2月13日に合併した。
平成の大合併で「村」の新設は、この南阿蘇村が初めて（後に福岡県朝倉郡東峰村、長野県東筑摩郡筑北村が続く）。総人口は隣接する高森町（約7,000人、平成17年国勢調査）よりも5,000人ほど多い。「村」を選択した理由は、自然の中にあるというイメージを大切にするためである。

### 年表
- 1878年 - 郡区町村編制法により現在の村域が10の行政区に分かれる。
- 1889年4月1日 - 町村制により阿蘇郡長陽村・白水村・久木野村が発足。
- 1956年8月1日 - 長陽村が、菊池郡瀬田村（現在の大津町）から立野地区を分村編入。
- 2005年2月13日 - 阿蘇郡長陽村・白水村・久木野村が合併し発足。
- 2016年4月14日,4月16日 - 熊本地震。14日発生の前震で震度5弱を観測。16日発生の本震では村内で震度6強を観測、村は甚大な被害を受ける[5]。各所で斜面が崩落して甚大な土砂災害が発生[5]、国道325号の阿蘇大橋が崩落するなどし、村内では関連死を含め30人が犠牲となった[6]。また、地表地震断層も出現した[5]。

## 行政
- 村長：太田吉浩
- 三村合併後、2017年3月31日まで村役場は分庁方式としていた[7]。各庁舎の所在地は以下の通り。
  - 久木野庁舎（条例上の役場所在地）：熊本県阿蘇郡南阿蘇村河陰145番地3
  - 長陽庁舎：熊本県阿蘇郡南阿蘇村河陽3574番地
  - 白水庁舎：熊本県阿蘇郡南阿蘇村吉田1495番地

- 久木野庁舎
- 長陽庁舎
- 白水庁舎

- 2017年4月3日に村役場新庁舎が開庁し、三庁舎で行っていた業務を新庁舎に統合した[7]。

## 地域

### 人口
| |                                          |  |
| 南阿蘇村と全国の年齢別人口分布（2005年） | 南阿蘇村の年齢・男女別人口分布（2005年） |  |
| ■紫色 ― 南阿蘇村 ■緑色 ― 日本全国 | ■青色 ― 男性 ■赤色 ― 女性                |  |
| 南阿蘇村（に相当する地域）の人口の推移 \| 1970年（昭和45年） \| 13,087人 \| \| \| 1975年（昭和50年） \| 12,797人 \| \| \| 1980年（昭和55年） \| 13,010人 \| \| \| 1985年（昭和60年） \| 13,285人 \| \| \| 1990年（平成2年） \| 12,643人 \| \| \| 1995年（平成7年） \| 12,864人 \| \| \| 2000年（平成12年） \| 12,436人 \| \| \| 2005年（平成17年） \| 12,254人 \| \| \| 2010年（平成22年） \| 11,972人 \| \| \| 2015年（平成27年） \| 11,503人 \| \| \| 2020年（令和2年） \| 9,836人 \| \| |                                          |  |
| 総務省統計局 国勢調査より |                                          |  |
| 1970年（昭和45年） | 13,087人                                 |  |
| 1975年（昭和50年） | 12,797人                                 |  |
| 1980年（昭和55年） | 13,010人                                 |  |
| 1985年（昭和60年） | 13,285人                                 |  |
| 1990年（平成2年） | 12,643人                                 |  |
| 1995年（平成7年） | 12,864人                                 |  |
| 2000年（平成12年） | 12,436人                                 |  |
| 2005年（平成17年） | 12,254人                                 |  |
| 2010年（平成22年） | 11,972人                                 |  |
| 2015年（平成27年） | 11,503人                                 |  |
| 2020年（令和2年） | 9,836人                                  |  |

### 教育
- 大学
  - 東海大学農学部 阿蘇実習フィールド - かつては「阿蘇キャンパス」だったが、熊本地震により被災し、一時熊本市内の熊本キャンパスに仮移転ののち、上益城郡益城町の阿蘇くまもと臨空キャンパスに正式移転した。
- 高等学校
  - くまもと清陵高等学校（株式会社立）

村内に公立の高校はない。村内の学生は高森町の高森高校、阿蘇市の阿蘇中央高校、大津町の大津高校や熊本市内の高校に進学する。

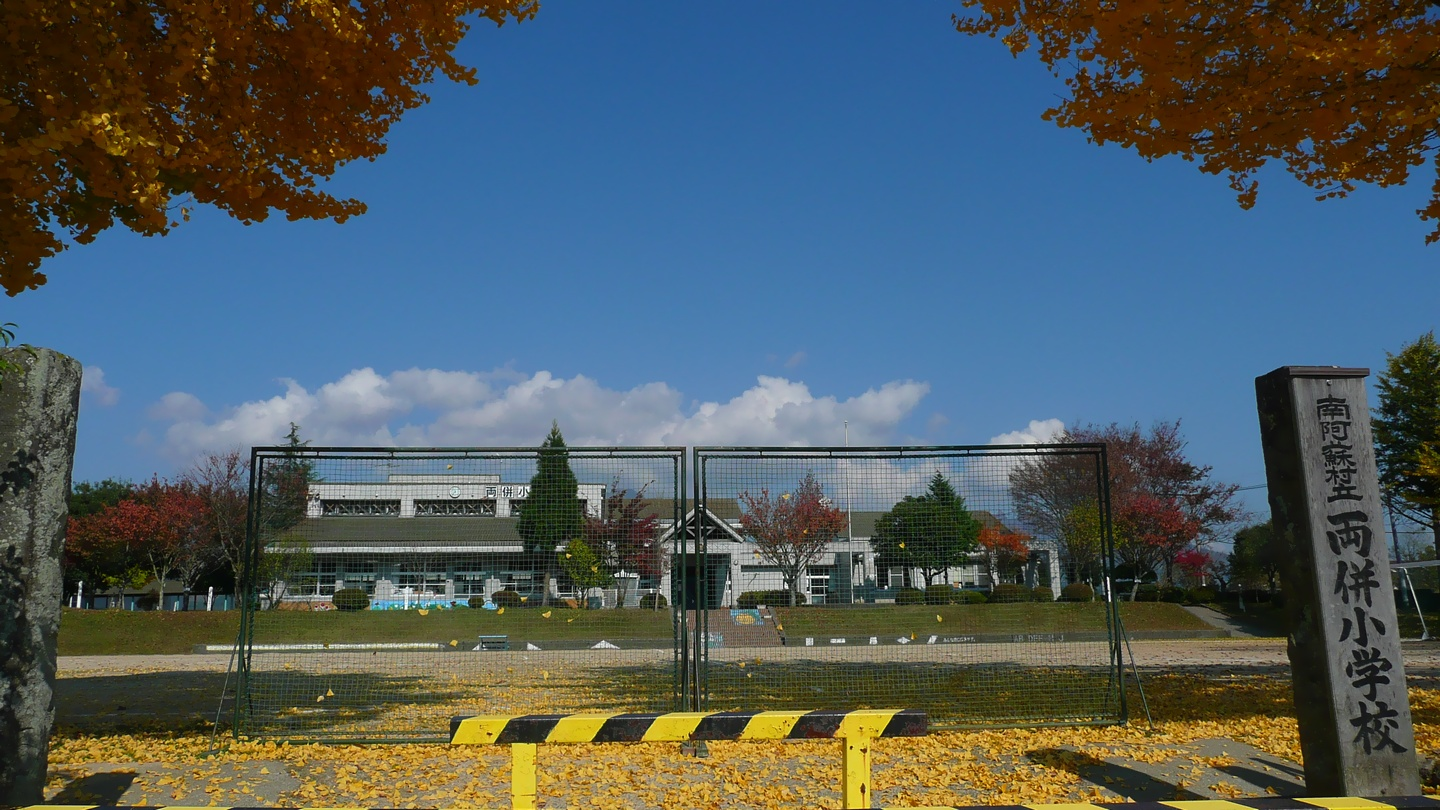
旧両併小学校

- 中学校
  - 南阿蘇村立南阿蘇中学校

- 小学校
  - 南阿蘇村立南阿蘇西小学校
  - 南阿蘇村立白水小学校
  - 南阿蘇村立久木野小学校

## 交通

### 鉄道
九州旅客鉄道（JR九州）
- 豊肥本線：立野駅

南阿蘇鉄道
- 高森線：立野駅 - 長陽駅 - 加勢駅 - 阿蘇下田城駅 - 南阿蘇水の生まれる里白水高原駅 - 中松駅 - 阿蘇白川駅 - 南阿蘇白川水源駅 - 見晴台駅

### バス

#### 路線バス
以前は 産交バスが大津町（大津駅）を起点に南阿蘇村を経由して高森町とを結ぶ路線バスを運行していたが、沿線過疎化ならびにマイカー普及の影響による乗客不振を理由に2009年（平成21年）9月末日を以って全線廃止され、現在路線バスの運行はない。代替として、翌日よりコミュニティバス（ゆるっとバス）を村が運営する事となり、運行を産交バスに委託している。

#### 都市間バス
- 九州横断バス
  - 熊本市 - 阿蘇くまもと空港 - 大津町 - 南阿蘇村（アーデンホテル阿蘇） - 南小国町 - 九重町 - 由布市 - 別府市
- 特急「あそ号」「たかちほ号」
  - 熊本市 - 阿蘇くまもと空港 - 南阿蘇村（久木野庁舎前・あそ望の郷くぎの） - 高森町 - 山都町 - 五ヶ瀬町 - 高千穂町 - 日之影町 - 延岡市
- 快速「たかもり号」
  - 熊本市 - 益城町 - 阿蘇くまもと空港 - 西原村 - 南阿蘇村（久木野庁舎前・中松駅前ほか） - 高森町

### 道路
一般国道
- 国道57号（豊後街道）

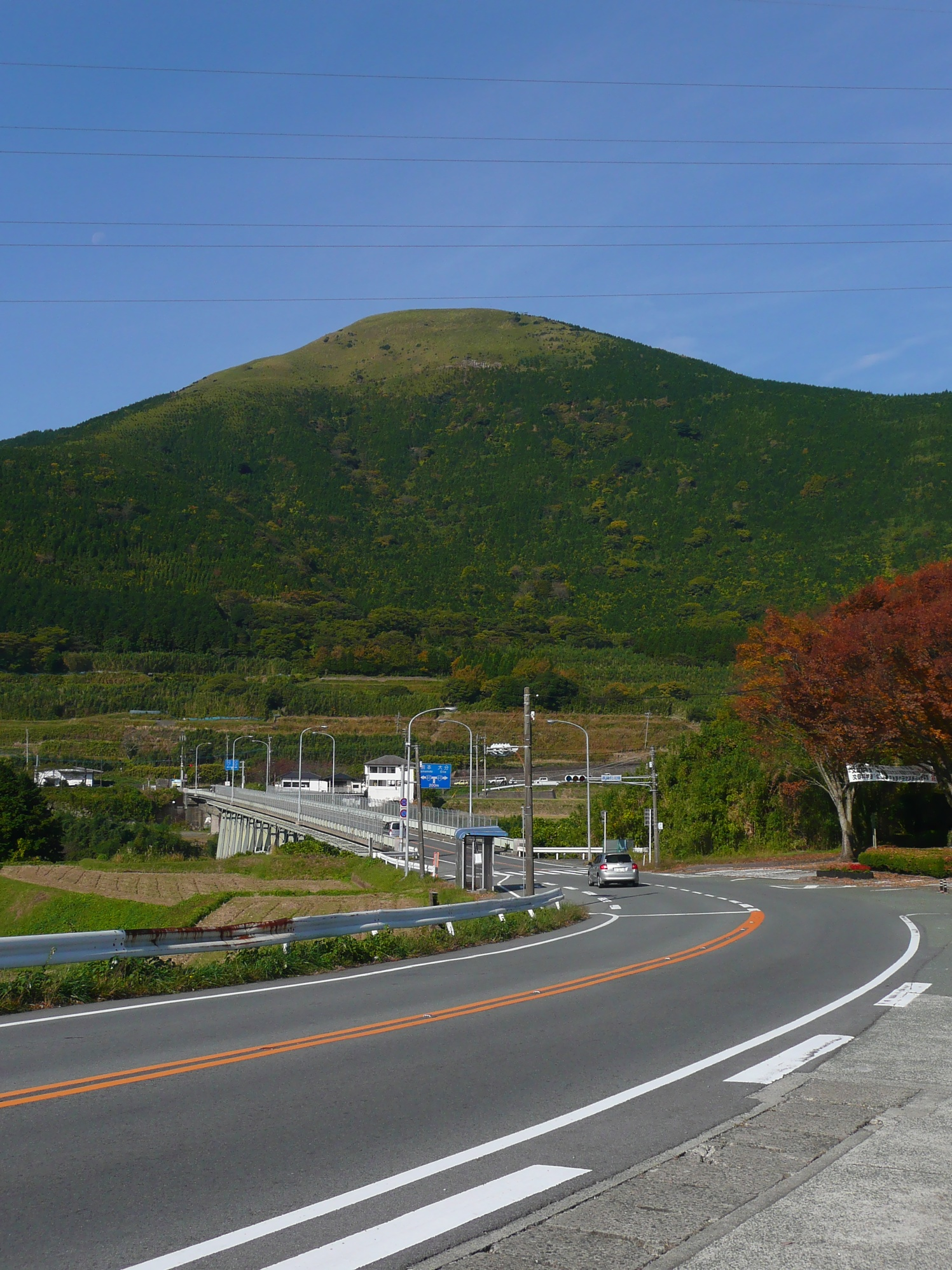
国道325号（旧・阿蘇大橋付近）

- 国道325号 - 南郷谷の阿蘇山麓を横断する国道。南阿蘇鉄道に沿った区間には狭隘な箇所があったが、2002年に長陽白水バイパスが全通したことにより利便性が向上した。

主要地方道
- 熊本県道28号熊本高森線 - 外輪山麓を横断する県道で熊本市周辺から旧久木野村域へのアクセス道路。四季の森温泉（県道39号交差点から東に約100 m）以西は2車線道路。国道57号渋滞時の抜け道としても有効。2003年に俵山バイパスが開通したことにより利便性が向上した。
- 熊本県道39号矢部阿蘇公園線

## 放送
地上波テレビ放送は南阿蘇中継局からの電波を受信するが、立野地区などでは親局のある金峰山送信所から受信。NHKラジオ第2放送のみ大津町からの電波を受信する。

## 産業

### 農林水産業
2019年、村の主導によりワイン用ブドウの生産事業を開始。生産されたワインは道の駅で販売されるなどしたが、それ以上の販路開拓は難しく2025年に生産から撤退。

## 名所・旧跡・観光スポット・祭事・催事
- 米塚及び草千里ヶ浜（名勝天然記念物）[10]
- あそ望の郷くぎの道の駅あそ望の郷くぎの
- 阿蘇山の登山道吉田線（県道111号）
- 白川吉見神社
  - 白川水源（名水百選）
- 保木下井手（疏水百選）
- 地獄温泉
- 垂玉温泉
- 阿蘇白水温泉 瑠璃

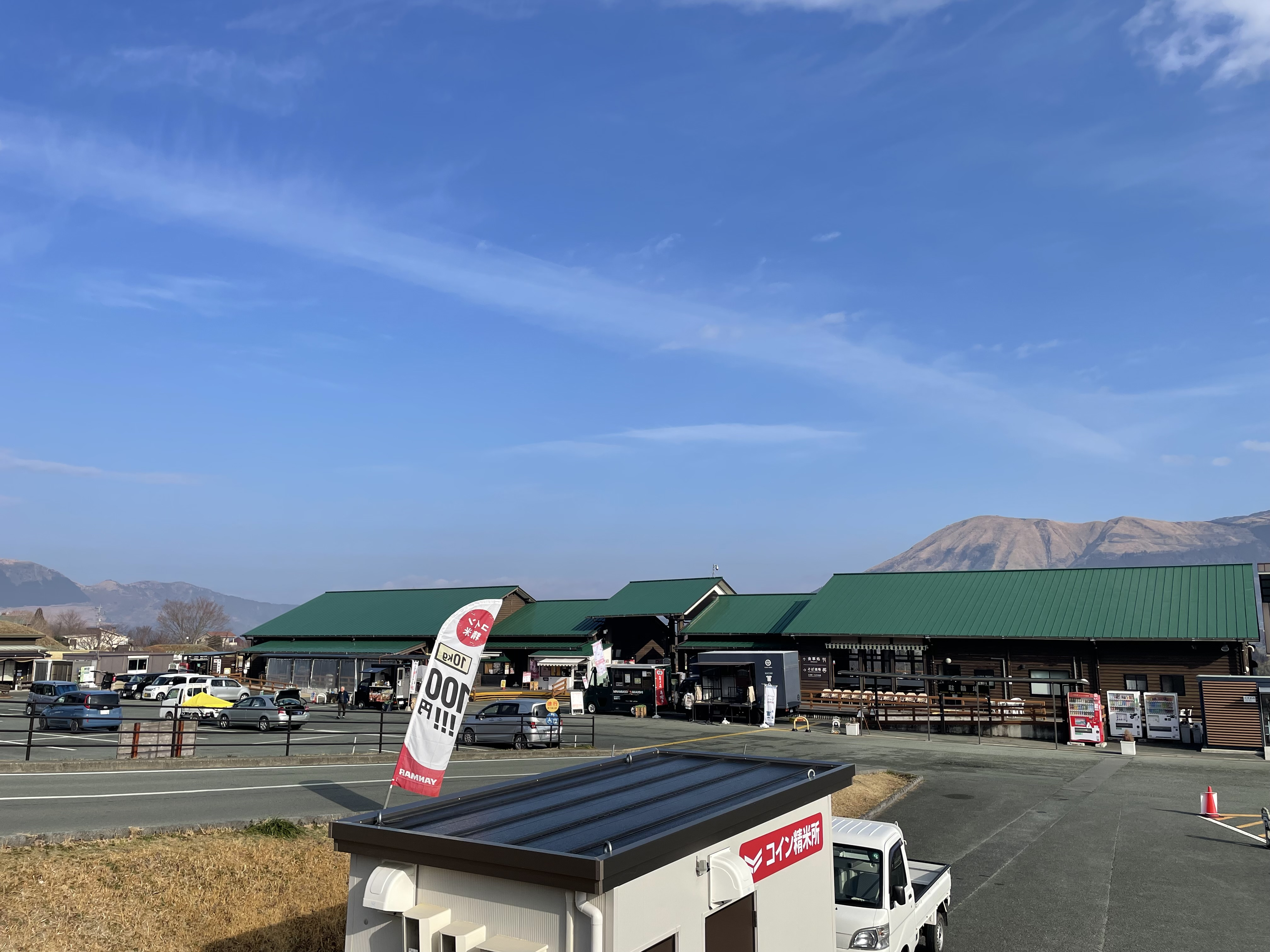
あそ望の郷くぎの

- 南阿蘇ルナ天文台（82 cm, 九州最大）
- 南阿蘇鉄道トロッコ列車
- アスペクタ（ホテルグリーンピア南阿蘇内）・カントリーゴールド

旧年金福祉事業団としての「グリーンピア南阿蘇」は2003年5月をもって閉鎖。2006年7月より「ホテルグリーンピア南阿蘇」として運営を再開。
- 宝来宝来神社 - 宝くじが当たるなど開運に利益があるとされる神社。元々はヘリポートが建設される予定だった土地が神社になった。これはテレビ朝日のバラエティー番組『ナニコレ珍百景』で「珍百景」に登録されている。
- 一心行の大桜（樹齢400余年）
- 阿蘇猿まわし劇場
- 阿蘇ファームランド
- 南阿蘇ホリデーパーク
- 葉祥明 阿蘇高原絵本美術館
- 熊本地震震災遺構（地表地震断層、東海大学阿蘇実習フィールド内 旧・阿蘇キャンパス1号館建物）[11]
  - 園内にONE PIECE 熊本復興プロジェクトにて登場キャラ「ニコ・ロビン」の銅像が置かれている

### 百選

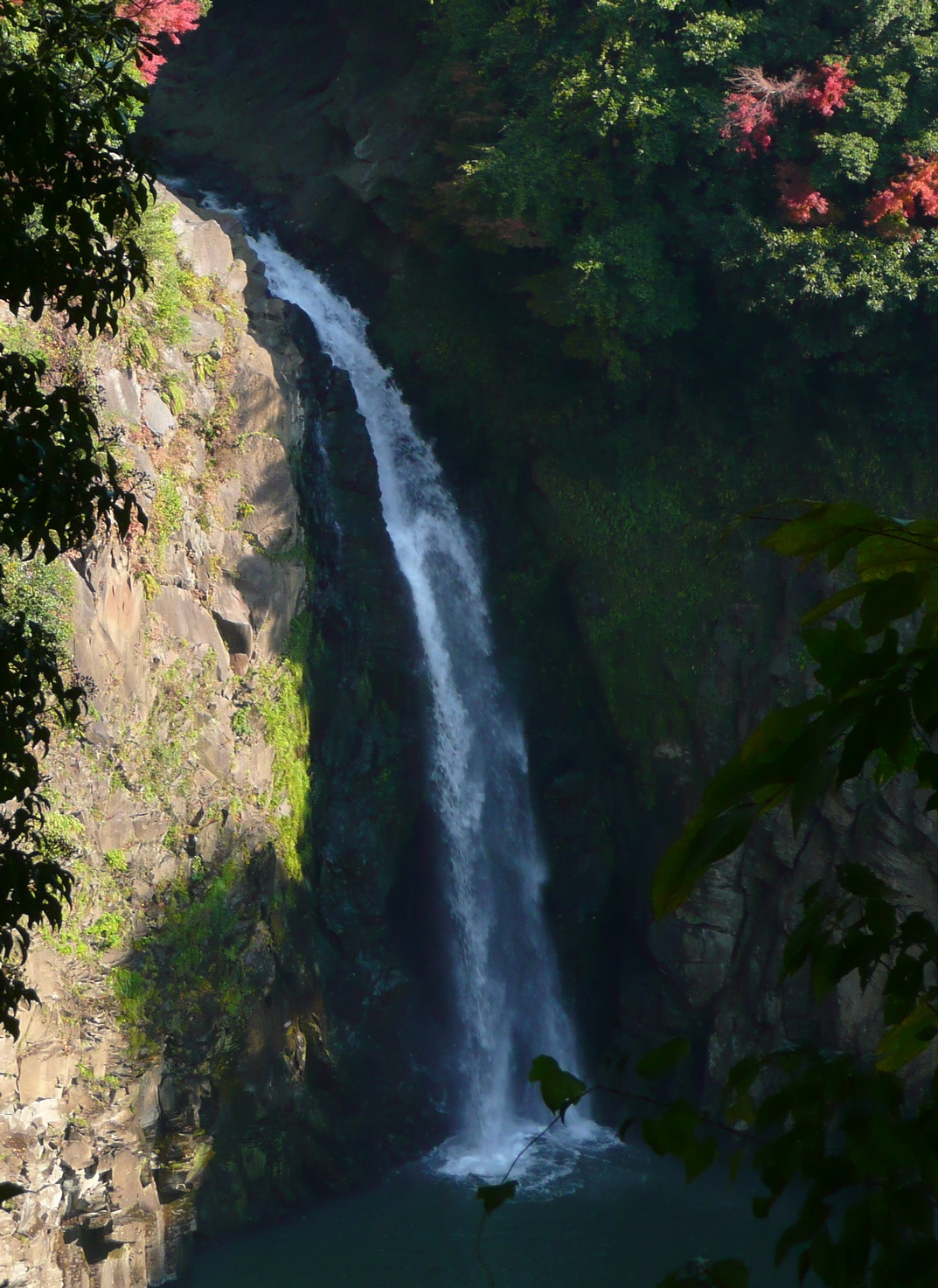
数鹿流ヶ滝（すがるが）

- 名水百選：南阿蘇村湧水群
- 水の郷百選：水の生まれる里
- 疏水百選：南阿蘇村疏水群
- 日本の地質百選：阿蘇
- 日本の滝百選：数鹿流ヶ滝

## ゆかりのある人物
- 笠浩二（C-C-B） - 両親の郷里であり、本人も1990年代に移住（死去した2022年まで在住した）。2016年4月に開校した南阿蘇村立南阿蘇中学校の校歌、及び愛唱歌「あしあと」（作曲）を手掛けた。
- 阿蘇マン - 非公認ヒーロー。
- 藤岡佑将 - 南阿蘇村出身の福岡吉本の元芸人、コンビ「空中ズボン」として活動していた。
- 倉野尾成美 - AKB48所属メンバー（熊本県出身）。2019年7月より南阿蘇村観光PR大使を務める[12][13]。
- 橋本博行 - 脚本家。2016年より在住。
- 岡本将之 - 南阿蘇村育ちのプロレスラー。元大相撲力士「霧の若太郎」。